# 日向北方駅
日向北方駅（ひゅうがきたかたえき）は、宮崎県串間市大字串間にある、九州旅客鉄道（JR九州）日南線の駅である。

## 歴史
- 1935年（昭和10年）4月15日：鉄道省志布志線（現・日南線）の駅として開設[1][2]。
- 1960年（昭和35年）10月1日：貨物取扱廃止[2]。
- 1962年（昭和37年）4月1日：業務委託駅化（日本交通観光社受託）[3]。
- 1963年（昭和38年）5月8日：志布志線志布志駅 - 北郷駅間が日南線へ編入、同線の駅となる[2]。
- 1971年（昭和46年）10月1日：荷物扱い廃止[4]、無人駅化[5]。
- 1987年（昭和62年）4月1日：国鉄分割民営化に伴い、JR九州の駅となる[2]。
- 2017年（平成29年）3月4日：快速日南マリーン号停車開始。
- 2022年（令和4年）4月1日：宮崎支社発足、鹿児島支社から同支社へ移管[6]。

## 駅構造
単式ホーム1面1線を有する地上駅。簡易駅舎を備える。
無人駅。以前は立派な木造駅舎があり、駅員も配置されていた。

## 利用状況
2015年（平成27年）度の1日平均乗車人員は12人である。
近年の1日平均乗車人員の推移は以下の通り。
| 年度   | 1日平均 乗車人員 |
| ------ | ---------------- |
| 2002年 | 34               |
| 2003年 | 31               |
| 2004年 | 20               |
| 2005年 | 18               |
| 2006年 | 20               |
| 2007年 | 19               |
| 2008年 | 16               |
| 2009年 | 11               |
| 2010年 | 9                |
| 2011年 | 7                |
| 2012年 | 5                |
| 2013年 | 9                |
| 2014年 | 9                |
| 2015年 | 12               |

## 駅周辺
- 国道220号
- 串間上町郵便局
- 串間神社[1]

## 隣の駅
九州旅客鉄道（JR九州）
■日南線
■快速「日南マリーン号」（飫肥駅より各駅停車）・■普通
日向大束駅 - 日向北方駅 - 串間駅